# The Lodge (film)
The Lodge è un film del 2019 diretto da Veronika Franz e Severin Fiala e scritto dagli stessi insieme a Sergio Casci. È interpretato da Riley Keough, Jaeden Martell, Lia McHugh, Richard Armitage e Alicia Silverstone.

## Trama
Una donna di nome Laura accompagna i suoi due figli Aidan e Mia dal loro padre Richard, il suo ex marito. L'uomo dà a Laura la notizia che a breve si sposerà con Grace Marshall, la sua nuova fidanzata, una giovane ragazza con un ambiguo passato. In preda alla depressione, Laura si suicida a pranzo sparandosi in bocca, e tutti, in particolare la giovane Mia, ne restano profondamente traumatizzati.
Mesi dopo il funerale della donna, durante le feste di Natale, Richard e i suoi figli, assieme alla bella ma misteriosa Grace e al suo cane Grady, si recano a passare il weekend in una pittoresca baita sperduta nelle foreste innevate. Nel frattempo, Aidan e Mia fanno ricerche su Grace, scoprendo che era la figlia del capo di una setta religiosa: il padre fu colpevole dell'uccisione di tutti i suoi membri con l'accusa di peccato e in seguito si suicidò, lasciando la giovane Grace traumatizzata a vita dopo la scoperta dei cadaveri. Dopo essersi sistemati, e dopo una notte di passione tra Grace e Richard, il giorno dopo Grace tenta di recuperare la bambola di Mia, ma cade nell'acqua di un lago ghiacciato, salvo poi venire salvata da Richard. Il giorno seguente, Richard deve tornare in città per un impegno lavorativo, lasciando Aidan e Mia soli con Grace. I bambini diffidano di lei, la quale è invece tormentata dai ricordi e dagli incubi, tanto da ingerire pillole in continuazione.
Una notte, Aidan spia Grace mentre si fa la doccia e il giorno dopo i due hanno una discussione, ma riescono a capirsi e i due fratellini cominciano ad accettare Grace. Intanto, una bufera di neve si avventa sulla baita bloccando i tre. Il mattino seguente, Grace si accorge che manca la luce, che numerosi oggetti, tra cui le sue pillole, sono scomparsi, e che i loro telefoni sono tutti scarichi. Grace accusa i due ragazzini, ma viene fuori che anche Grady è scomparso. Grace va dunque a cercare aiuto uscendo dalla baita ma trova solo una strana casa a forma di croce; tornata alla baita, subisce un brutto scherzo di Aidan, che le fa credere di essere morto. Poco dopo, però, Grace trova il cadavere congelato di Grady, e rimane per ore sulla soglia ghiacciata della casa in preda alla depressione, a cui segue una profonda spirale di pazzia nella quale, in preda ad una crisi mistica, ella comincia a pregare senza sosta Dio di "perdonarli dei loro peccati". I due fratelli, pentiti per la morte del cane, confessano di essere la causa di tutti i problemi, compresi la sparizione delle loro cose e della corrente elettrica, e di averle voluto fare uno scherzo per punirla della relazione con il padre e del dolore della loro mamma, ma Grace è ormai fuori controllo e in preda alla pazzia. Mentre lei comincia a pregare sulle braci ardenti per chiedere perdono a Dio, i due ragazzi, in preda al terrore, passano la notte in soffitta.
La mattina dopo, Mia attira una sempre più instabile Grace in soffitta, dove la ragazza cerca di bruciare la bambola della bambina per purificarla. Nel frattempo, Richard, allertato dalle numerose chiamate senza risposta, arriva allo chalet e prova a far ragionare Grace, ma questa lo uccide sparandogli in testa sotto gli occhi dei figli; questi cercano di scappare con la macchina, ma Grace li raggiunge riportandoli nella casa. Poco dopo Grace, seduta al tavolo con i ragazzi e il cadavere di Richard, si mette a pregare e cantare. Alla fine Aidan tranquillizza Mia dicendole che andrà tutto bene, mentre Grace sigilla le loro bocche con del nastro adesivo sopra al quale vi è scritto in nero "SIN" (peccato). Viene quindi inquadrata la pistola di Grace, segno che la ragazza intende uccidere i ragazzini e poi suicidarsi, proprio come aveva fatto suo padre anni prima con i membri della sua setta.

## Produzione
Il progetto del film è stato diffuso nell'ottobre del 2017: Franz e Fiala sono stati annunciati come registi del film, basato su una sceneggiatura scritta dai due assieme a Sergio Casci, e l'attrice Riley Keough si è unita al cast. FilmNation Entertainment e Hammer Films hanno prodotto e finanziato il film.
Nel febbraio del 2018 anche Jaeden Martell, Richard Armitage e Lia McHugh si sono uniti al cast del film. Katelyn Wells si è unita all'inizio del marzo del 2018, iniziando subito a lavorare al progetto. Le riprese, infatti, sono iniziate e concluse nel corso del marzo di quell'anno.

## Distribuzione
Il film è stato presentato in anteprima il 25 gennaio 2019 al Sundance Film Festival. Poco dopo la casa di distribuzione Neon ha acquisito i diritti di distribuzione del film.
L'uscita del film nelle sale statunitensi e austriache, inizialmente programmata per il 15 novembre 2019, è avvenuta il 7 febbraio 2020. In Italia il film è stato distribuito da Eagle Pictures a partire dal 16 gennaio 2020.

## Accoglienza

### Incassi
In Italia il film ha incassato 343.000 euro, di cui 215.000 nel primo fine settimana di proiezione.

### Critica
The Lodge è stato generalmente ben accolto dalla critica cinematografica. Il sito Rotten Tomatoes ha assegnato al film il 75% di approvazione, sulla base di 106 recensioni, e ha così condensato il consenso della critica: «Condotto da una notevole interpretazione di Riley Keough, The Lodge dovrebbe rivelarsi una meta adeguatamente inquietante per i fan degli horror dalle atmosfere cupe». Su Metacritic detiene un punteggio di 63 su 100, sulla base di 26 recensioni.
Dennis Harvey di Variety ha scritto che «The Lodge potrebbe essere meglio compreso negli stessi termini dei gialli all'italiana degli anni sessanta e inizi settanta, con le loro manipolazioni della trama in qualche modo casuali e con la logica del personaggio al servizio di un'atmosfera scioccante. L'omaggio al genere non sembra essere intenzionale in questo caso, ma di certo il film riesce al meglio a favorire un senso elegante di terrore e a orchestrare alcune sequenze individuali strazianti». Brian Tallerico di RogerEbert.com ha definito The Lodge «un film davvero inquietante, il tipo di film horror che ti scuote a un livello quasi inconscio, facendoti sentire a disagio anziché ricorrere a spaventi dozzinali. Non fatevi domande o analizzate la credibilità della trama. Imbarcatevi e basta».